# Vespertilio sinensis
Vespertilio sinensis е вид бозайник от семейство Гладконоси прилепи (Vespertilionidae).

## Разпространение
Видът е разпространен в Китай, Монголия, Провинции в КНР, Русия, Северна Корея, Тайван, Южна Корея и Япония.